# State Parks in Wyoming

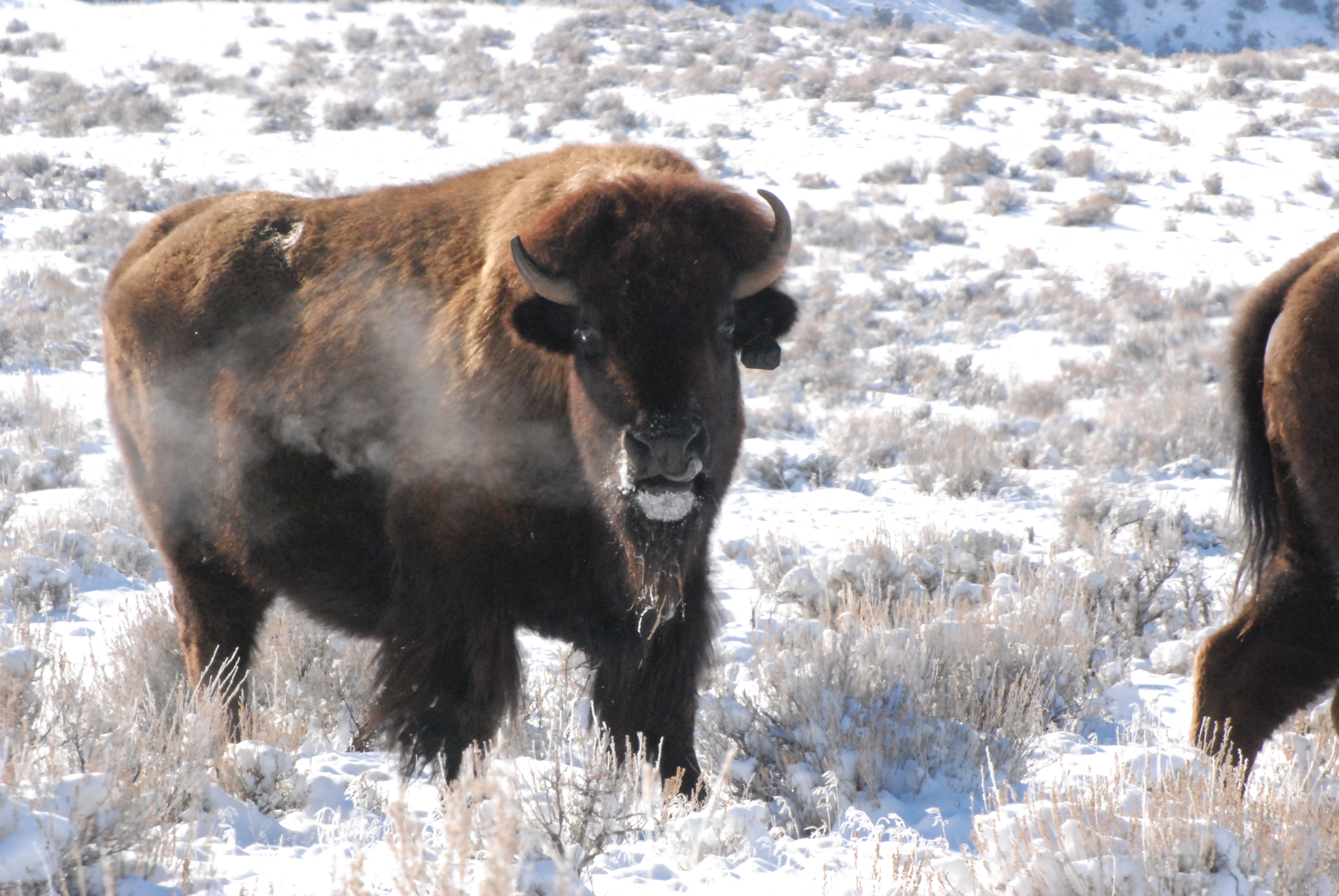
Bisons im Hot Springs State Park

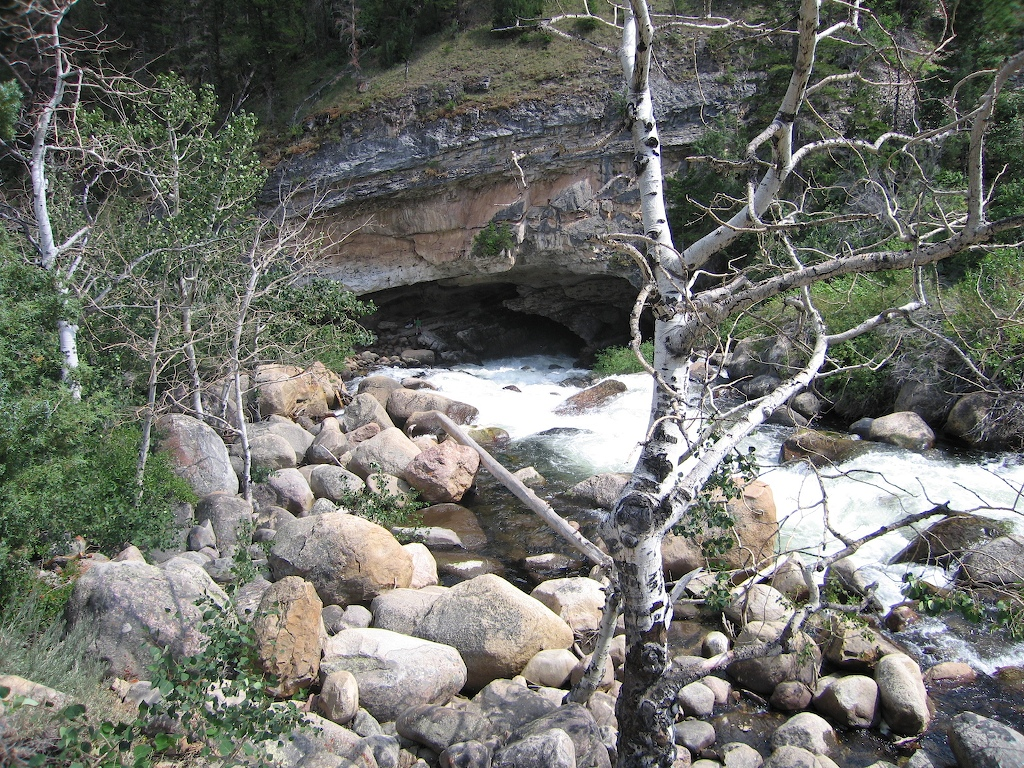
Sinks Canyon State Park

Dies ist eine Liste der State Parks und Erholungsgebiete im US-Bundesstaat Wyoming, die von der Wyoming Division of State Parks and Historic Sites betrieben werden.
- Bear River State Park
- Boysen State Park
- Buffalo Bill State Park
- Curt Gowdy State Park
- Edness K. Wilkins State Park
- Glendo State Park
- Guernsey State Park
- Hawk Springs State Recreation Area
- Hot Springs State Park
- Keyhole State Park
- Seminoe State Park
- Sinks Canyon State Park